# Na Na Na
"Na Na Na" is een nummer van de Nederlandse band The Shoes. Het verscheen niet op een regulier studioalbum, maar werd in februari 1967 uitgebracht als single.

## Achtergrond
"Na Na Na" is geschreven door zanger Theo van Es en basgitarist Jan Versteegen en geproduceerd door Freddy Haayen. Het nummer ontstond tijdens een dagelijks moment waarop Versteegen in het huis van zijn ouders op zijn gitaar speelde. Tijdens deze sessies zong hij altijd een willekeurige tekst in het Engels; in dit geval zat er ook een stuk bij waarin hij "na na na" zong. Omdat hij naar eigen zeggen geen tekstschrijver is, liet hij de melodieën altijd horen aan Van Es. Hij schreef hier altijd teksten bij, en bij het horen van deze melodie vertraagde hij het stuk waarin "na na na" werd gezongen.
Volgens Van Es werd het refrein van "Na Na Na", dat enkel bestaat uit de herhaalde regel "na na na", willekeurig in het nummer gestopt. Hij zong het enkel tijdens een repetitie omdat hij een bepaald stuk binnen het nummer kaal vond klinken zonder tekst. Het was bedoeld als grap, maar een producer vroeg de band of dit in het nummer kon blijven. Volgens Versteegen is het het beste nummer van de band. Freddy Haayen beschreef het nummer als de beste productie uit zijn carrière. Van Es heeft er echter een hekel aan om het live te zingen.
"Na Na Na" werd de eerste top 10-hit van The Shoes. De single bereikte de zesde plaats in zowel de Nederlandse Top 40 als de Parool Top 20. Ter promotie van de single trad de band op in het televisieprogramma NL Disco Show.

## Hitnoteringen

### Nederlandse Top 40
| Hitnotering: 18-02-1967 t/m 06-05-1967 | Hitnotering: 18-02-1967 t/m 06-05-1967 | Hitnotering: 18-02-1967 t/m 06-05-1967 | Hitnotering: 18-02-1967 t/m 06-05-1967 | Hitnotering: 18-02-1967 t/m 06-05-1967 | Hitnotering: 18-02-1967 t/m 06-05-1967 | Hitnotering: 18-02-1967 t/m 06-05-1967 | Hitnotering: 18-02-1967 t/m 06-05-1967 | Hitnotering: 18-02-1967 t/m 06-05-1967 | Hitnotering: 18-02-1967 t/m 06-05-1967 | Hitnotering: 18-02-1967 t/m 06-05-1967 | Hitnotering: 18-02-1967 t/m 06-05-1967 | Hitnotering: 18-02-1967 t/m 06-05-1967 | Hitnotering: 18-02-1967 t/m 06-05-1967 |
| Week                                   | 1                                      | 2                                      | 3                                      | 4                                      | 5                                      | 6                                      | 7                                      | 8                                      | 9                                      | 10                                     | 11                                     | 12                                     |                                        |
| -------------------------------------- | -------------------------------------- | -------------------------------------- | -------------------------------------- | -------------------------------------- | -------------------------------------- | -------------------------------------- | -------------------------------------- | -------------------------------------- | -------------------------------------- | -------------------------------------- | -------------------------------------- | -------------------------------------- | -------------------------------------- |
| Nummer                                 | 17                                     | 9                                      | 6                                      | 6                                      | 7                                      | 8                                      | 10                                     | 14                                     | 18                                     | 27                                     | 34                                     | 39                                     | uit                                    |

### Parool Top 20
| Hitnotering: 25-02-1967 t/m 15-04-1967 | Hitnotering: 25-02-1967 t/m 15-04-1967 | Hitnotering: 25-02-1967 t/m 15-04-1967 | Hitnotering: 25-02-1967 t/m 15-04-1967 | Hitnotering: 25-02-1967 t/m 15-04-1967 | Hitnotering: 25-02-1967 t/m 15-04-1967 | Hitnotering: 25-02-1967 t/m 15-04-1967 | Hitnotering: 25-02-1967 t/m 15-04-1967 | Hitnotering: 25-02-1967 t/m 15-04-1967 | Hitnotering: 25-02-1967 t/m 15-04-1967 |
| Week                                   | 1                                      | 2                                      | 3                                      | 4                                      | 5                                      | 6                                      | 7                                      | 8                                      |                                        |
| -------------------------------------- | -------------------------------------- | -------------------------------------- | -------------------------------------- | -------------------------------------- | -------------------------------------- | -------------------------------------- | -------------------------------------- | -------------------------------------- | -------------------------------------- |
| Nummer                                 | 10                                     | 7                                      | 6                                      | 9                                      | 9                                      | 10                                     | 14                                     | 18                                     | uit                                    |

### NPO Radio 2 Top 2000
| Nummer met noteringen in de NPO Radio 2 Top 2000 | '99  | '00  | '01  | '02  | '03  | '04  | '05  | '06  | '07  | '08  | '09 | '10  | '11  | '12  |
| ------------------------------------------------ | ---- | ---- | ---- | ---- | ---- | ---- | ---- | ---- | ---- | ---- | --- | ---- | ---- | ---- |
| Na Na Na                                         | 1406 | 1342 | 1345 | 1756 | 1989 | 1724 | 1697 | 1876 | 1931 | 1747 | -   | 1912 | 1800 | 1832 |

1. ↑  Een '-' betekent dat het nummer niet was genoteerd en een vetgedrukt getal geeft de hoogste notering aan.
2. ↑  Deze tabel is bijgewerkt tot en met de laatste editie (2024).